# 日産・キックス

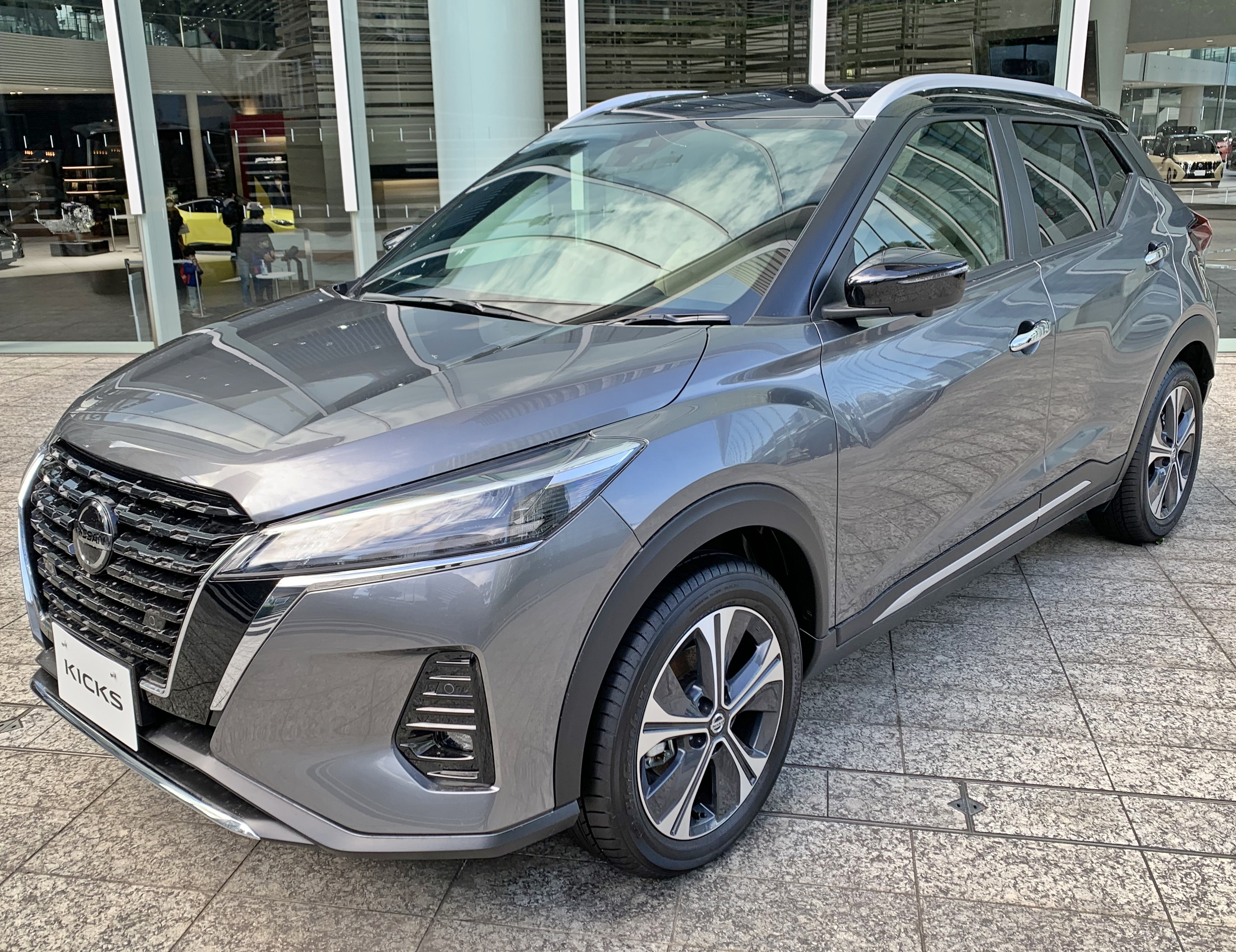
Nissan Kicks (P15)

キックス (XIX、KYXX、KIX、KICKS) は、日産自動車が1995年及び1998年に発表したコンセプトカー、2008年から2012年まで販売していた軽SUV、並びに2016年から生産・販売しているクロスオーバーSUVである。
本記事ではクロスオーバーSUVの「KICKS」について解説する。軽自動車については三菱・パジェロミニ#日産・キックス PA0（H59A）型を参照。

## 概要
1995年に発表されたコンセプトカーは、ノッチバックセダン型ピックアップトラックで、1998年に発表されたものはハッチバック型である。
再び「キックス」の名が使われだしたのは約10年後の2008年だった。当時契約を締結した三菱自動車工業が生産および販売していたパジェロミニのOEMとなる。しかし2012年、パジェロミニの生産終了をもって生産・販売も終了した。
それから約4年後の2016年に、「キックス」の名が登場した。先ほどの車種とは異なり自社製造でジュークとエクストレイルの中間のコンパクトクロスオーバーSUVとして海外で販売が開始された。日本向けについては、2020年5月28日に行われた事業構造改革計画の説明会にて、6月発売予定であることが公表され、同年6月24日に公式発表された。
なお、コンセプトカー、軽自動車、クロスオーバーSUVでカタカナでの綴りは同じであるが、アルファベット表記がその時々によって異なっている。

## コンセプトカー

### 「XIX」（1995年）
第31回東京モーターショーに出展されたコンセプトカー。使い慣れた道具のようにガンガン使えるクルマというコンセプト打ち出しており、特徴は、広く使い勝手を重視したビッグトランク。2mくらいの長尺ものも運べるとされている。
「XIX」は、「私、自分」を意味する「I」と「未知数、倍化」を意味する「X」をからめた造語。「乗る人自身の夢や楽しみが無限に広がるクルマ」となるような願いが込められている。またXIXにはローマ数字で「19」という意味もある。

### 「KYXX」（1998年）
パリ国際モーターショーに出展されたコンセプトカー。アルファベット表記は「KYXX」。本モデルは作成に約10ヶ月を要した。このパワーユニットは3.0L/100km（78mpg）の燃費を可能にすることを目的として開発された。また、「Nissan's M-fire Combustion System」と呼ばれるモジュール式燃焼システムを採用している。さらにこのエンジンは2005年に欧州にて導入されるCED4に完全に準拠している。またシャシーはマーチをベースとしており、当時29歳のCarsten Aengenheysterがデザインを担当した。

## 軽自動車「KIX」PA0（H59A）型（2008年 - 2012年）

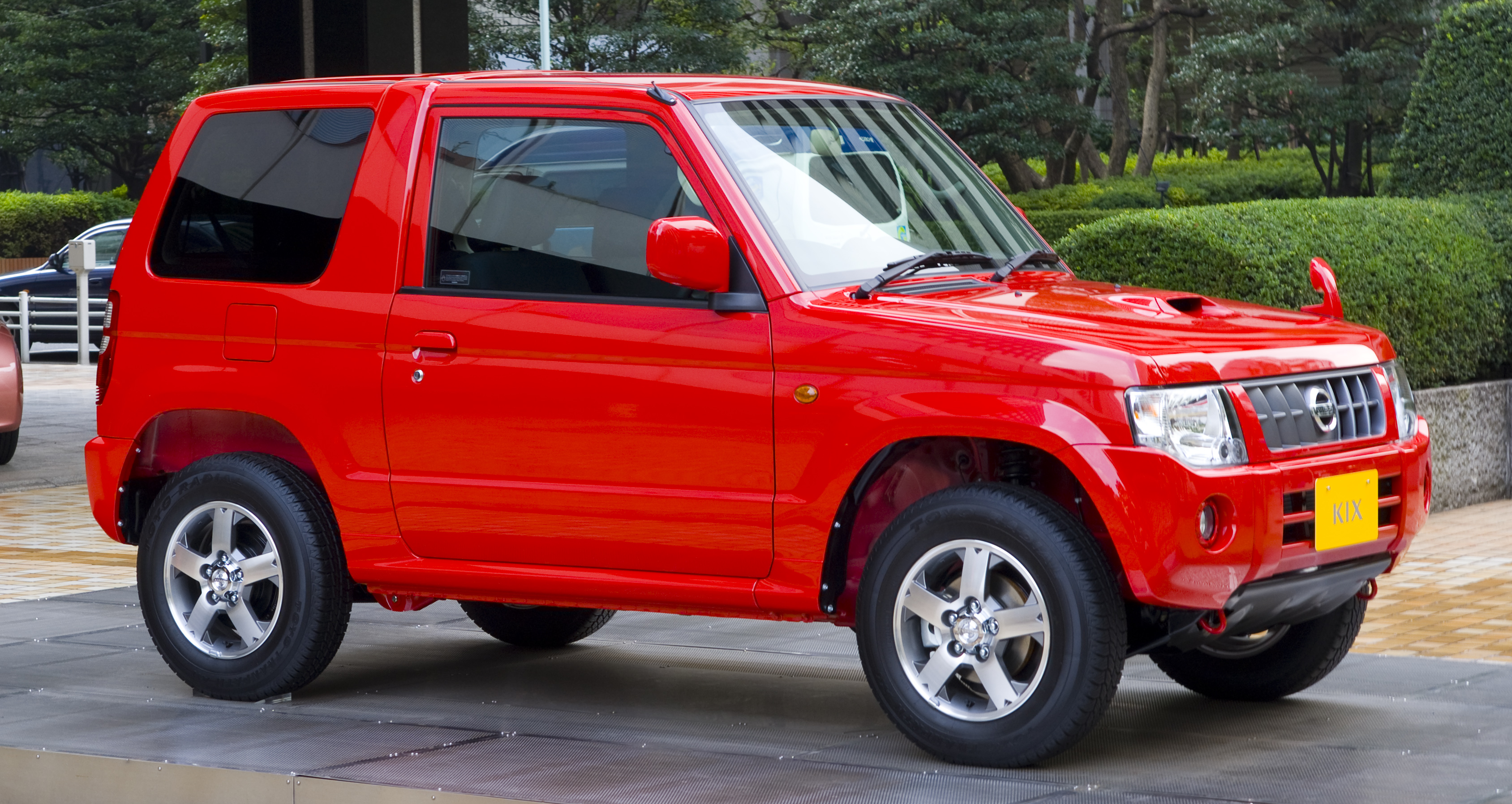
Nissan Kix (PA0)

2008年に締結した三菱自動車工業とのOEM供給に関する契約により、10月30日に発売された。テレビCMは野沢雅子がナレーターを務め、ウクライナのキーウで撮影された。キャッチコピーは「すべての道を走りつくせ! 日産ミニ四駆 KIXデビュー！」。また、当時のSHIFT_ワードは「SHIFT_active（行動力をシフトする）」であった。
日産ではモコ（2002年4月発売）、クリッパーバン/クリッパートラック（2003年10月発売）、オッティ（2005年6月発売）、ピノ（2007年1月発売）、クリッパーリオ（2007年6月発売）に次ぐ7車種目の軽自動車となり、キックスの発売により「日産の軽」ラインアップが軽ボンネットバンタイプを除きほぼ一通りそろうことになった。
位置付けとしては、ムラーノ（2002年11月発売）、デュアリス（2007年3月発売）、エクストレイル（2000年11月発売）などの下位にあたる。2010年8月18日に一部仕様向上したが、2012年8月には販売終了となった。

## 初代「KICKS」 P15型（2016年 - ）

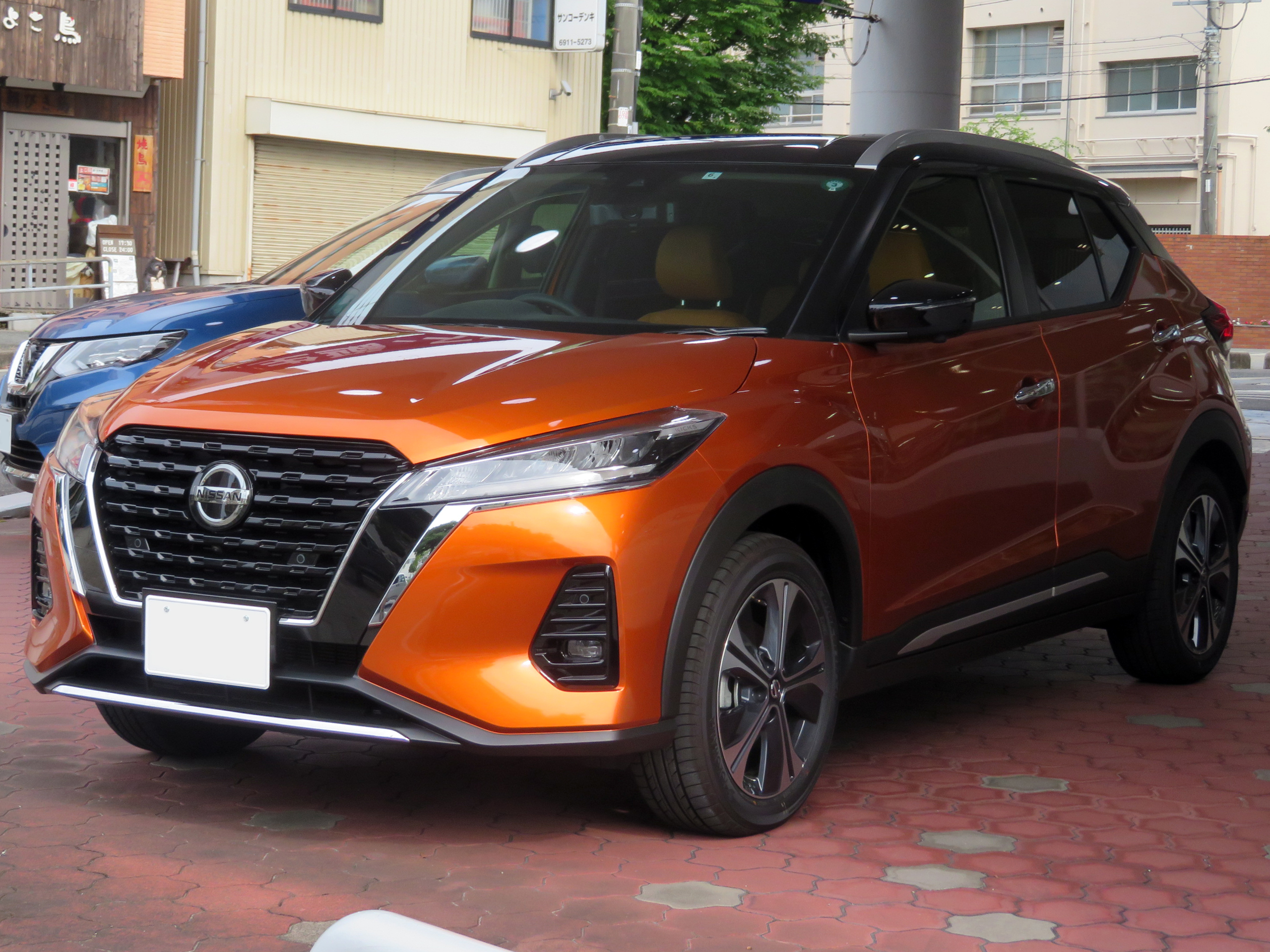
e-POWER搭載車（日本仕様車）

ICE搭載車は2016年にブラジルで発売され、e-POWER搭載車は2020年にタイで発売された。その後それぞれ世界各地で販売され、日本ではe-POWER搭載車のみを導入し、タイよりも1か月遅れて販売された。
長らく前輪駆動モデルのみのラインアップだったが、e-POWER搭載車は2022年のマイナーチェンジで四輪駆動モデルがラインアップに加わった。
北米市場では2024年下半期からは、2代目としばらく並行して販売されることが発表されており、名前を「キックス プレイ」へ改めるとしている。
キックスはインドとその周辺国でも販売されていたが、インド仕様車はD15型と呼ばれる、プラットフォームの異なる車種である。外観は他の地域でも販売されているP15型そっくりだが、パワートレインなどはまったくの別物で、共有している部品もほとんどない。

## 2代目 P16型（2024年 - ）
2024年3月25日、北米市場にて2024年夏以降に発売すると発表。

## その他
- 世界戦略車（グローバルカー）として世界各国での販売を順次開始しているが、欧州に進出する可能性は非常に低いとされている（2018年6月現在）。